# Puente Nacional
Puente Nacional – miasto w Kolumbii, w departamencie Santander.